# Hovslagare

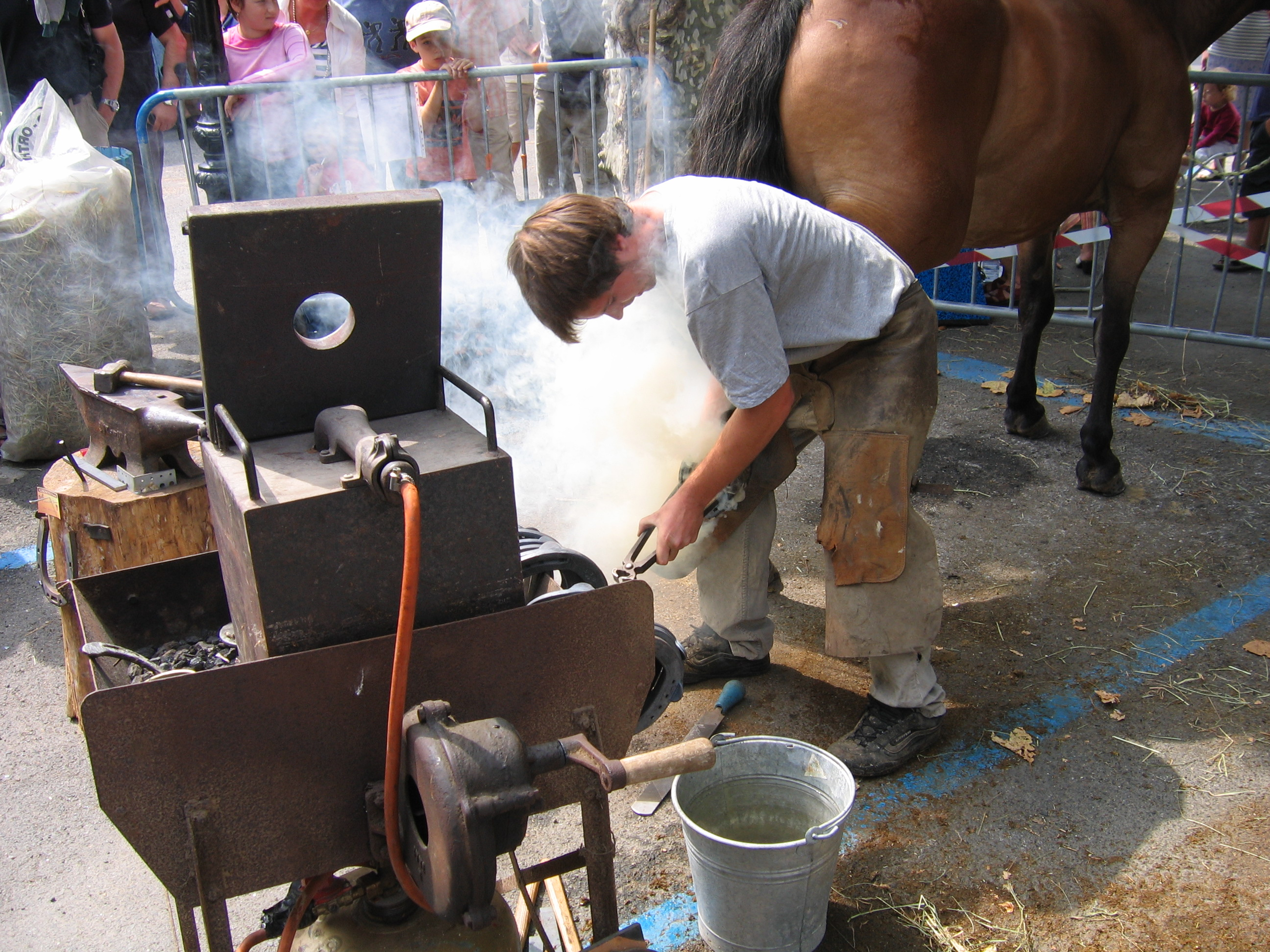
Hovslagare i arbete.

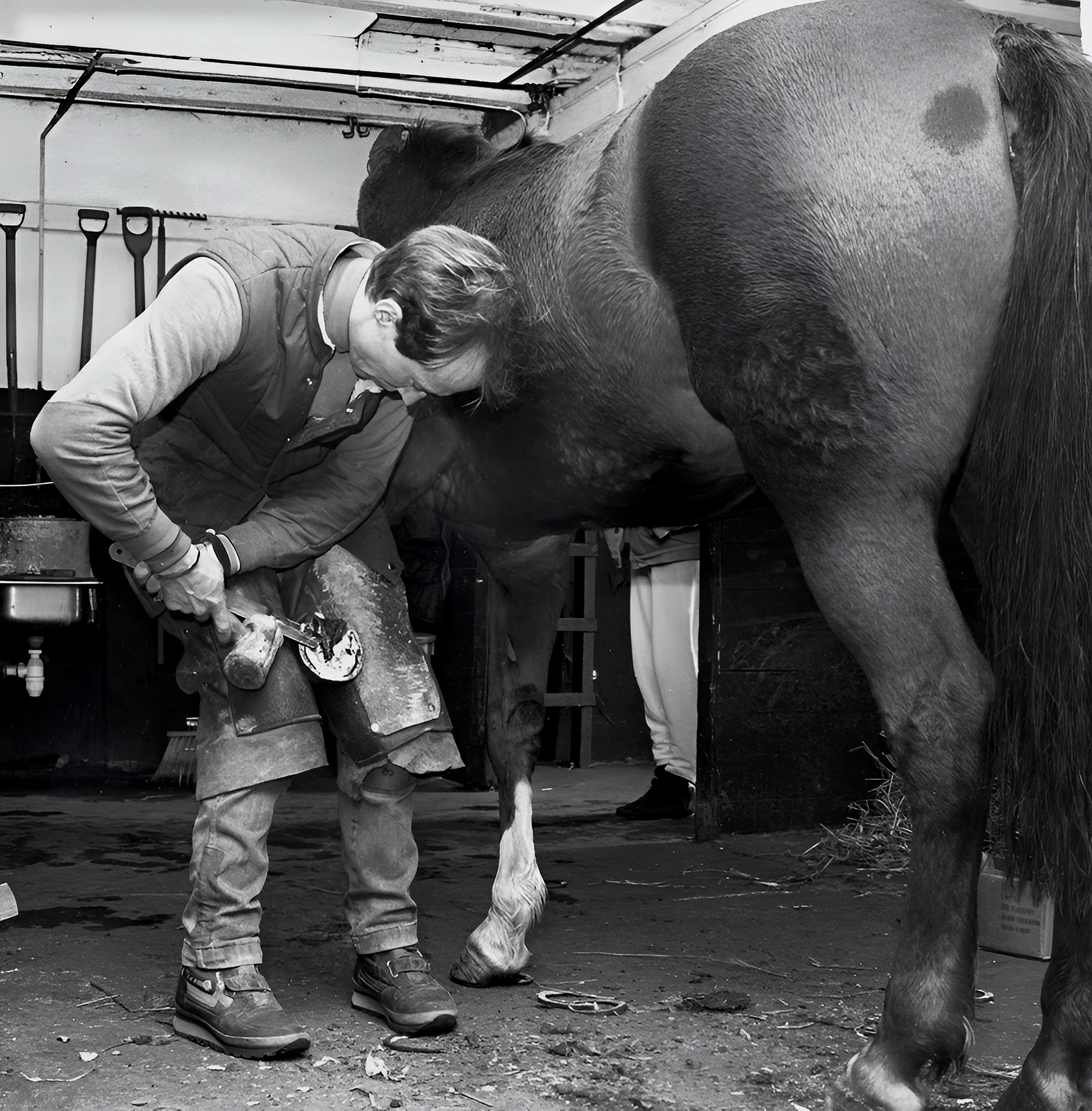
En hovslagare jämnar till hästens hov före påsättning av en ny sko.

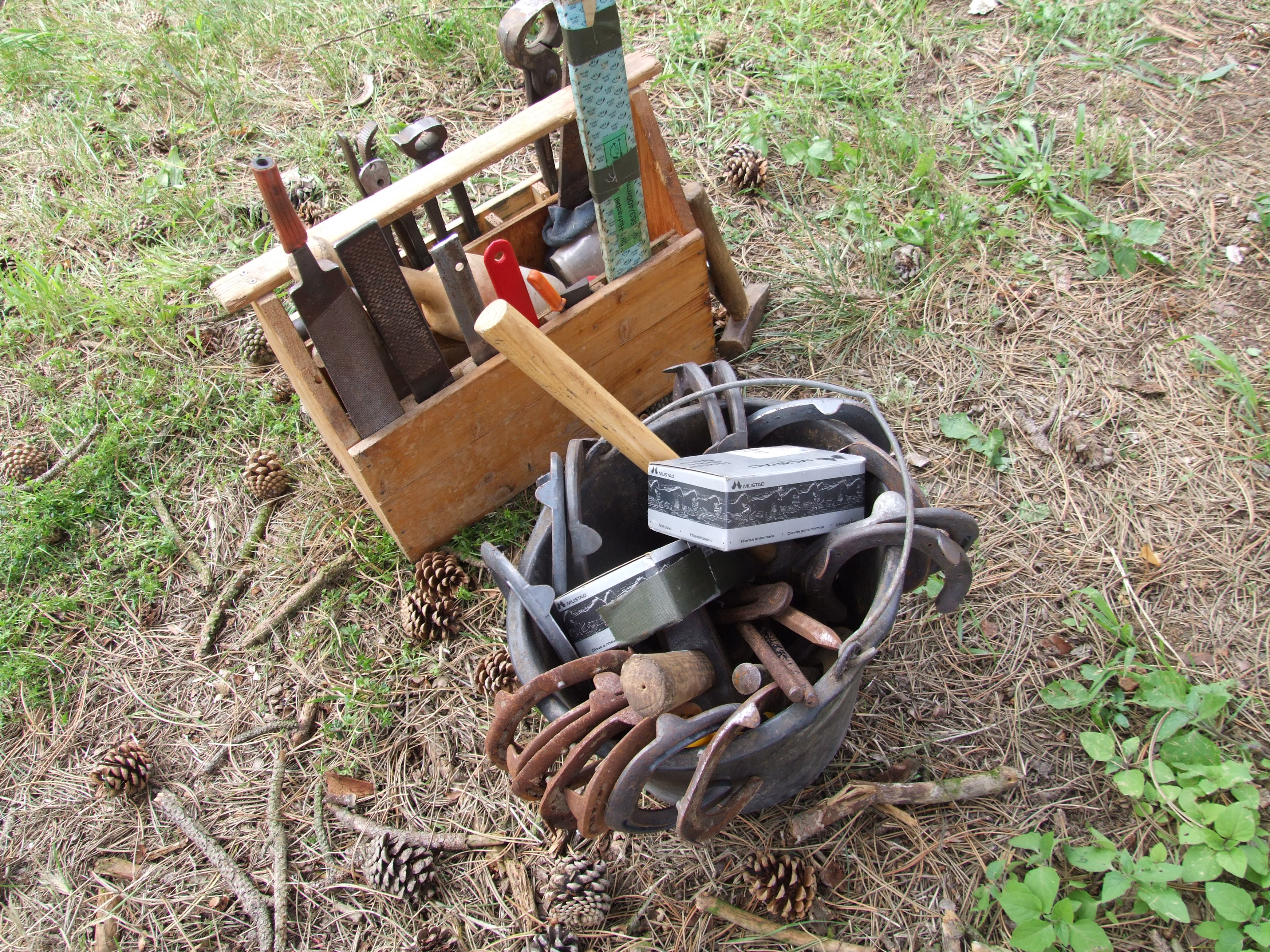
Verktyg för hovslageri

En hovslagare är en person som utövar hovslageri, det vill säga har till yrke att sko hästar och dessförinnan "verka" hovens hårda hornskal. Hovslagaryrket är nära förknippat med smedsyrket. Det är väldigt gammalt och arbetsuppgifterna har inte förändrats i någon större utsträckning.
För att arbeta som hovslagare behöver man ha god grundfysik, då arbetet innefattar ergonomiskt påfrestande arbetsmoment. Man behöver ha god hand med djur och utöver teknisk skicklighet även kunskaper om hästens anatomi och sjukdomar lokaliserade till hovar och ben.

## Hovslagare i Sverige
För att bli hovslagare kan man välja att gå bredvid som lärling eller söka sig till en godkänd utbildning.
Det finns idag sju godkända hovslagarutbildningar, Skellefteå kommun, JENSEN Hovslagare i Sigtuna, BYS i Skara, Flyinge, Strömsholm och Wången (Riksanläggningarna) samt Nordvik i Västernorrland.

### Branschorganisationer
I Sverige är Distriktshovslagare en uttalad branschorganisation som bl.a. värnar de yrkesverksamma hovslagarnas intressen och arbetar för att den enskilda hovslagaren ska kunna förverkliga sina ambitioner om tillväxt, lönsamhet och livskvalité. Medlemskraven för Distriktshovslagare (DH) är att man innehar en F-skattsedel samt en individuell ansvarsförsäkring.
En annan branschorganisation är Svenska Hovslagareföreningen (SHF) som främst värnat hantverket inom yrket och även anordnar och organiserar hantverkstävlingar inom yrket.
SHF ställer krav på att medlemmarna ska ha en av Svenska Hovslagareföreningen godkänd utbildning. För att utbildningen ska vara godkänd av SHF kräver föreningen insyn samt examinationsrätt.
Det har därför funnits, och finns fortfarande utbildningar som är godkända av myndigheter och statliga verk, men vilka inte är godkända av SHF.